# UN AMNESIAC GIRL 〜First Code (2000-2003)〜
『UN AMNESIAC GIRL 〜First Code (2000-2003)〜』（アン・アムニージアック・ガール 〜ファースト・コード にせんにせんさん〜）は、鬼束ちひろのCD-BOXパッケージセット作品。

## 解説
初期3枚のアルバム『インソムニア』、『This Armor』、『Sugar High』をリマスターした音源に、デビューのきっかけとなった初オーディション時に録音された生歌唱音源や未発表カバー音源、そしてアルバムに未収録だった楽曲を収録した全17曲が収録されたスペシャル・トラック集を加えたトータル4枚組のCD。
また、完全生産限定盤に最初のインタビュー記事「PRETTY WITCH」全6号が復刻されることが2024年2月9日分かった。

## 収録曲

### Disc1 SHM-CD インソムニア (完全生産限定盤・通常盤)
1. 月光
2. イノセンス
3. BACK DOOR (album version)
4. edge
5. We can go
6. call
7. シャイン (album version)
8. Cage
9. 螺旋
10. 眩暈
11. 月光 (album version)

### Disc2 SHM-CD This Armor (完全生産限定盤・通常盤)
1. ROLLIN'
2. 茨の海
3. シャドウ
4. everything, in my hands
5. Our Song
6. 流星群
7. LITTLE BEAT RIFLE (album ver.)
8. Arrow of Pain
9. infection
10. CROW

### Disc3 SHM-CD Sugar High (完全生産限定盤・通常盤)
1. NOT YOUR GOD
2. 声
3. Rebel Luck
4. Tiger in my Love
5. Castle・imitation (album version)
6. 漂流の羽根
7. 砂の盾
8. King of Solitude
9. BORDERLINE

### Disc4 SHM-CD スペシャル・トラック集 (完全生産限定盤・通常盤)
1. Who Will Save Your Soul [Live@Virgin Tokyo Audition in 1998] (未発表音源)
2. BACK DOOR
3. Beautiful Fighter
4. LITTLE BEAT RIFLE
5. 嵐ヶ丘
6. ダイニングチキン
7. Fly to me
8. Sign
9. Ash on this road
10. Castlle・imitation
11. 私とワルツを
12. いい日旅立ち・西へ
13. 青春の影 (未発表音源)
14. 守ってあげたい
15. 月光 （from ULTIMATE CRASH ’02 LIVE AT BUDOKAN)
16. Foolish Games [Live@弾き語り] （未発表音源）
17. シャイン

### Disc5 DVD (完全生産限定盤)
アーティスト・ドキュメント『神が舞い降りる瞬間〜鬼束ちひろ・22歳の素顔〜』 （NHK総合 2003年1月3日放送)

### MC Cassette Tape《Demo Tape》 (完全生産限定盤)
Side A
1. GOD’S CHILD “月光” (1st demo)
2. Infection (1st demo)

Side B
1. Cage (1st demo)